# Oberströbl
Oberströbl ist ein Ortsteil des bayerischen Marktes Waidhaus im Landkreis Neustadt an der Waldnaab im Regierungsbezirk Oberpfalz.

## Geographische Lage
Oberströbl liegt etwa zwei Kilometer östlich von Waidhaus am Westufer des Rehlingbaches (tschechisch: Hraniční Potok = Grenzbach), der hier die deutsch-tschechische Grenze bildet. Auf der gegenüberliegenden Uferseite auf tschechischem Gebiet liegt die ehemalige Dorfstelle Střeble (Ströbl). Etwa einen Kilometer nördlich von Oberströbl ebenfalls am Ufer des Rehlingbaches befand sich die Speckermühle, die jetzt verfallen ist. Ströbl und die Speckermühle gehörten früher zu Oberströbl. Ungefähr 500 Meter südlich von Oberströbl überquert die Autobahn A6 den Rehlingbach und die tschechische Grenze. Der Rehlingbach fließt östlich von Reichenau entlang der tschechischen Grenze von Norden nach Süden und mündet bei Pfrentschweiher in die Pfreimd, die dort noch Katharinabach heißt.

## Geschichte
Der Ströblhammer, östlich des Rehlingbaches gelegen, wird 1322 erstmals genannt unter dem Namen Reichlieb. 1387 wird dieser Eisenhammer als Mitglied der Oberpfälzer Hammereinigung genannt („Gotfrid Stainhäuser mit dem hamer an der Reihlib“).
Von diesem geht er an den Besitzer Ströbel, der ihn 1479 an den Hammermeister Mayer gibt, wonach er dann Mayer-Hammer und später Mayerhof genannt wird.

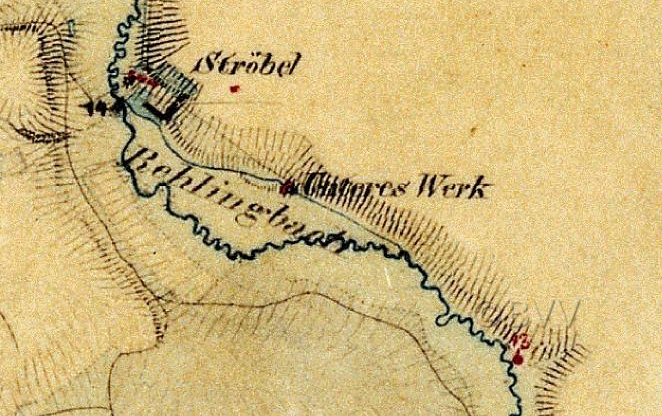
Lageplan von Böhmisch Ströbl auf dem Urkataster von Bayern

Am Platz der verfallenen Speckermühle befand sich einst der Eisenhammer Oberströbl. Aus einem Bericht des Johann German Barbing an den Kurfürst Ferdinand Maria vom 16. Januar 1666 heißt es: „Ströbl bei Waychhausen. Ein Eisen- oder Schinhammer, ungangbar und durch die Mansfeldischen abgebrannt; seit dieser Zeit ist einzig und allein in das alte Gemäu(er) eine Wohnung zu Nutzung der Felder und „Wyßmather“ neben einer schlechten Mühle erbaut worden. Dermalen besitzt denselben Melchior Widerherr, bei welchem keine Mittel, selbigen wieder aufzubauen und in gang zu bringen, vorhanden.“ Der abgegangene Eisenhammer wird heute als Bodendenkmal unter der Aktennummer D-3-6341-0009 im Bayernatlas als „frühneuzeitliche Wüstung Speckermühle, ehemals Eisenhammer Oberströbl“ geführt. 
Im 18. Jahrhundert gehörte Oberströbl zu Waidhaus, Landkreis Vohenstrauß, und bestand aus Ströbl und der Speckermühle.
1808 wurden Steuerdistrikte gebildet.
Die Speckermühle (= Oberströbl) gehörte zusammen mit dem Dorf Frankenreuth, dem Weiler Reichenau und den Einöden Kühmühle und Richterhaus und dem Dorf Waidhaus zum Steuerdistrikt Waidhaus.
Der Steuerdistrikt Waidhaus gehörte zum Landgericht Vohenstrauß.
Aus den Steuerdistrikten entstanden Märkte, Ruralgemeinden und Dorfgemeinden.
1821 gehörte die Speckermühle (= Oberströbl) mit zwei Familien zur Dorfgemeinde Waidhaus.
Außerdem gehörten zur Gemeinde Waidhaus die Einöden Richterhaus und Hörlmühle mit jeweils zwei Familien, der Weiler Reichenau mit 9 Familien und das Dorf Waidhaus selbst mit 147 Familien.
Auf einer historischen Karte von 1830 bis 1840 ist Oberströbl westlich des Rehlingbaches eingezeichnet.
Etwas südlich davon eine Schleifmühle.
Noch weiter südlich östlich des Rehlingbaches Ströbel und südlich davon eine weitere Schleifmühle.
Eine andere historische Karte 1808–1864 zeigt die Speckermühle auf dem Westufer und Ströbl auf dem Ostufer.
1867 hatte Oberströbl (Speckermühle) sechs Gebäude und 17 Einwohner. Es gehörte zur Gemeinde Waidhaus. Zur Gemeinde Waidhaus gehörten zu dieser Zeit die Ortsteile Waidhaus, Birkenlohe, Buchen, Bucher, Forsthaus, Frankenreuth, Grafenau, Hörlmühle, Kühmühle, Oberströbl (= Speckermühle), Pfälzerhof, Reichenau, Richterhaus (= Hermannsbach) und Ziegelhütte.
Ab 1939 gehörten zur Gemeinde Waidhaus die Ortsteile Birklohe, Forsthaus, Frankenreuth, Grafenau, Hörlmühle, Kühmühle, Marxmühle, Oberströbl (= Speckermühle und Ströbl), Ödkührieth, Papiermühle, Pfälzerhof, Reichenau und Ziegelhütte.

## Religion
Oberströbl gehört zur Pfarrei St. Emmeram Waidhaus und zum Dekanat Leuchtenberg.
1838 hatte die Speckermühl (Oberströbl) zwei Häuser und 18 Katholiken. Sie war zu 100 % katholisch und gehörte zur Pfarrei Waidhaus.
1913 hatte Ströbl ein Haus und 10 Katholiken und die Speckermühle ein Haus und 6 Katholiken. Auf dem Gebiet der Pfarrei Waidhaus wohnten zu dieser Zeit 1653 Katholiken, 8 Protestanten und 16 Juden.
1990 lebten in Oberströbl 9 Katholiken. Die Einwohner der Pfarrei Waidhaus waren zu dieser Zeit zu 95,39 % katholisch.

## Kultur und Sehenswürdigkeiten
Nördlich von Oberströbl befindet sich das Schlachtfeld, auf dem die Schlacht im Jahr 1621 zwischen dem kaiserlichen Heer unter dem Heerführer Tilly und dem pfälzischen Söldnerheer Ernst von Mansfelds während des Dreißigjährigen Krieges stattfand.
Hier sind noch Reste der Mansfeldischen Schanzen zu sehen.

## Tourismus
In Oberströbl gibt es einen Gasthof mit Übernachtungsmöglichkeit.